# Magma (рачунарски алгебарски систем)
Magma је рачунарски алгебарски систем дизајниран за решавање проблема у пољима алгебре, теорије бројева, геометрије и комбинаторике. Добио је име по алгебарској структури магма. Ради на оперативним системима попут Јуниксa, као и Windows-у.

## Увод
Magma се производи и дистрибуира од стране компаније Computational Algebra Group у оквиру Школе за Математику и Статистику на сиднејском универзитету.
Касне 2006, књига Откривање Математике уз Магму је издата од стране Шпрингера као деветнаеста књига по реду у серији Алгоритми и израчунавања у Математици.
Систем Магма се интензивно примењује у чистој математици. Computational Algebra Group поседује листу публикација у којима се наводи Магма, и до 2010. године било их је око 2600, углавном из области чисте математике, али такође укључујући радове из других области попут економије или географије.

## Историја
Претходник Магма система се звао Cayley (1982–1993), по Артуру Кејлију.
Магма је званично пуштена на тржиште августа 1993. (верзија 1.0). Верзија 2.0 је избачена јуна 1996, а касније верзије 2.X су избациване сваке наредне године од тад.
2013, група Computational Algebra Group је закључила уговор са Simons Фондацијом, по ком Simons Фондација покрива све трошкове обезбеђивања Магме свим америчким непрофитним, невладиним научним или образовним институцијама. Сви студенти, истраживачи и факултети би тако могли да бесплатно добију приступ Магми преко те институције.

## Математичка поља покривена системом
- Теорија група

Магма подржава пермутацију, матрице, коначно представљене групе, решиве, Абелове групе (коначне или бесконачне), полицикличне групе, тракасте и равнолинијске групе. Базе података неколико група су такође додате.
- Теорија бројева

Магма садржи асимптотски брзе алгоритме за све фундаменталне целобројне операције и операције са полиномима, као што је Шонхаге-Штрасеов алгоритам за брзо множење целих бројева и полинома. Алгоритми за растављање за факторе укључују метод елиптичне криве, квадратно сито и сито поља бројева.
- Алгебарска теорија бројева

Магма укључује KANT рачунарски алгебарски систем за свеобухватна израчунавања у пољима алгебарских бројева. Специјални тип такође дозвољава рачунање у алгебарском одељку поља.
- Теорија модула и линеарна алгебра

Магма садржи асимптотски брзе алгоритме за све густе матричне операције, као што је на пример Штрасеново множење.
- Проређене матрице

Магма садржи структурирану Гаусову елиминацију и Ланцошеве алгоритме за редуковање проређених система који се стварају у методама индексног рачуна , а користи Марковицево обртање за неколико других проређених линеарних алгебарских проблема.
- Решетке и ЛЛЛ алгоритам

Магма поседује доказиву имплементацију fpLLL-а, који је LLL алгоритам за целобројне матрице који користи реалне бројеве за Грам-Шмитове коефицијенте, али тако да је резултат доказано LLL-смањен
- Комутативна алгебра и Гробнерове основе

Магма садржи ефикасну имплементацију Фагеровог F4 алгоритма за израчунавање Гробнерових основа.
- Теорија заступања

Магма има сложене алате за рачунање у теорији репрезентације, укључујући и израчунавање у табели карактера коначних група и Meataxe алгоритма.
- Теорија инваријантности

Magma има тип за инваријантне прстенове коначних група, за који један може примарно, секундарно и фундаментално инварирати, и рачунати са структуром модула.
- Лајова теорија
- Алгебарска геометрија
- Аритметичка геометрија
- Структуре коначних случајева
- Криптографија
- Теорија кодирања
- Оптимизација